# Задержание Юн Сок Ёля
31 декабря 2024 года Западным окружным судом Сеула были выданы ордера на задержание отстранённого в результате импичмента президента Республики Корея Юн Сок Ёля и на проведение обыска в его резиденции. Это стало результатом расследования объявления Юном военного положения 3 декабря 2024 года, а также его отказа явиться на допрос по трём повесткам, отправленных Управлением по расследованию коррупции среди высокопоставленных должностных лиц (УРК).
3 января 2025 года власти страны попытались задержать Юн Сок Ёля в его официальной президентской резиденции, в которой он самоизолировался с момента импичмента 14 декабря 2024 года. Операция по задержанию привела к жёсткому противостоянию в течение нескольких часов на территории резиденции в Ханнам-доне, в котором участвовали несколько сил безопасности. Примерно через шесть часов противостояния УРК приостановила попытку задержания, сославшись на проблему обеспечения безопасности своих сотрудников. 15 января была предпринята вторая попытка исполнения ордера, которая закончилась задержанием Юна. Ордера на задержание действующего президента и обыск его резиденции были выданы впервые в истории страны.
19 января Западным окружным судом Сеула был выдан ордер на арест Юн Сок Ёля, в результате чего он стал ещё и первым арестованным действующим президентом в истории Республики Корея.

## Предыстория
3 декабря 2024 года в 22:27 по корейскому времени президент Республики Корея Юн Сок Ёль объявил в телевизионном обращении к нации о введении военного положения. В своём заявлении Юн обвинил «Демократическую партию» (ДП), имеющую большинство в Национальном собрании, в проведении «антигосударственной деятельности» и сотрудничестве с «северокорейскими коммунистами» с целью уничтожения страны, тем самым создавая «законодательную диктатуру». Приказ о военном положении запрещал политическую деятельность, включая заседания Национального собрания и местных законодательных органов, а также приостанавливал деятельность свободной прессы. При этом Юн приказал арестовать различных политических оппонентов, включая лидеров ДП и его собственной партии «Сила народа».
Военные и полицейские силы попытались помешать законодателям войти в зал заседаний Национального собрания, что привело к столкновениям между силами безопасности, протестующими и помощниками парламентариев. Все 190 законодателей, которым удалось добраться до зала заседаний, единогласно проголосовали за отмену военного положения, заставив Юна снять режим военного положения в 04:30 утра 4 декабря.
После этого Юн был отстранён от должности 14 декабря Национальным собранием до окончательного решения Конституционного суда о том, следует ли подтвердить импичмент президента. Премьер-министр Хан Док Су недолгое время исполнял обязанности президента, пока ему также не был объявлен импичмент 27 декабря, в результате чего исполняющим обязанности президента стал министр финансов и заместитель премьер-министра Чхве Сан Мок.

## Расследование и ордер на задержание Юна
5 декабря глава национального следственного управления Национального агентства полиции У Чон Су заявил, что начато расследование в отношении президента Юн Сок Ёля в связи с обвинениями, связанными с объявлением военного положения. 9 декабря Управление по расследованию коррупции среди высокопоставленных должностных лиц по приказу директора О Дон Хуна запросило у министерства юстиции запрет на зарубежные поездки подозреваемому в государственной измене и по другим обвинениям Юн Сок Ёлю. Минюст одобрил наложение запрета. 10 декабря Национальное собрание 210 голосами «за», включая 23 членов от правящей «Силы народа», приняло законопроект о назначении постоянного специального прокурора для расследования обвинений в государственной измене против президента Юн Сок Ёля.
11 декабря 2024 года полиция попыталась провести обыск в канцелярии президента Республики Корея, при этом следователи предъявили ордер на обыск, указав Юна в качестве подозреваемого. Однако Служба безопасности президента отказалась сотрудничать, в результате чего канцелярия Юна предоставила лишь «очень ограниченное» количество документов и материалов. Обыски также были проведены в Командовании контрразведки Министерства обороны, Командовании специальных операций армии, Сеульском столичном полицейском управлении, Национальном полицейском управлении и Службе безопасности Национального собрания. В ночь перед этим бывший министр обороны Ким Ён Хён попытался покончить жизнь самоубийством в следственном изоляторе, находясь под стражей.
12 декабря полиция провела обыск в штаб-квартире Объединённого комитета начальников штабов, прилегающей к президентскому комплексу, а также в штаб-квартире Командования обороны столицы. 13 декабря полиция совершила налёт на штаб-квартиру полиции провинции Кёнгидо, чтобы расследовать роль подразделения, которое было направлено к Национальной избирательной комиссии после объявления Юном военного положения.
После импичмента 14 декабря Юн самоизолировался в своей резиденции в Ханнам-донге, Ёнсан, Сеул.
27 декабря Национальное собрание проголосовала 191 голосами против 71 за создание специального комитета по расследованию обвинений в мятеже против Юна, срок полномочий которого продлится до 13 февраля 2025 года. Комитет, в который вошли 18 законодателей, включая 10 оппозиционеров, 7 парламентариев от правящей партии и один независимый депутат, официально начал свою работу 31 декабря.
Юн Сок Ёль был трижды вызван в Управление по расследованию коррупции среди высокопоставленных должностных лиц (УРК) для допроса 18 декабря, 25 декабря и 29 декабря. Он проигнорировал все повестки, что побудило следственную группу, состоящую из представителей Управления по расследованию коррупции среди высокопоставленных должностных лиц, полиции и следственного отдела министерства обороны, подать ордер на задержание Юна в Западный окружной суд Сеула 30 декабря. На следующий день судом были выданы ордера на задержание Юна и обыск резиденции. Ордер на задержание, действительный в течение семи дней до 6 января 2025 года, позволяет следователям многократно пытаться задержать Юна, если первоначальные усилия окажутся безуспешными. В случае задержания у антикоррупционного агентства будет 48 часов для проведения допроса, после чего необходимо будет запросить официальный ордер на задержание, или же освободить Юна. Юридическая команда Юна объявила о своём намерении добиваться судебного разбирательства против УРК и его руководства, охарактеризовав исполнение ордера как «незаконное и недействительное», заявив, что УРК не имел полномочий получать ордер.
1 января 2025 года Юн опубликовал заявление для своих сторонников, в котором заявил: «Республика Корея в настоящее время находится в опасности из-за внутренних и внешних сил, угрожающих её суверенитету», и поклялся «бороться вместе» со сторонниками «до самого конца, чтобы защитить эту страну». Оппозиционные законодатели раскритиковали это сообщение как подстрекательское, а представитель «Демократической партии» Чо Сын Лэ заявил, что Юн впал в бред и обвинил его в попытке спровоцировать конфронтацию.

## Первая попытка задержания

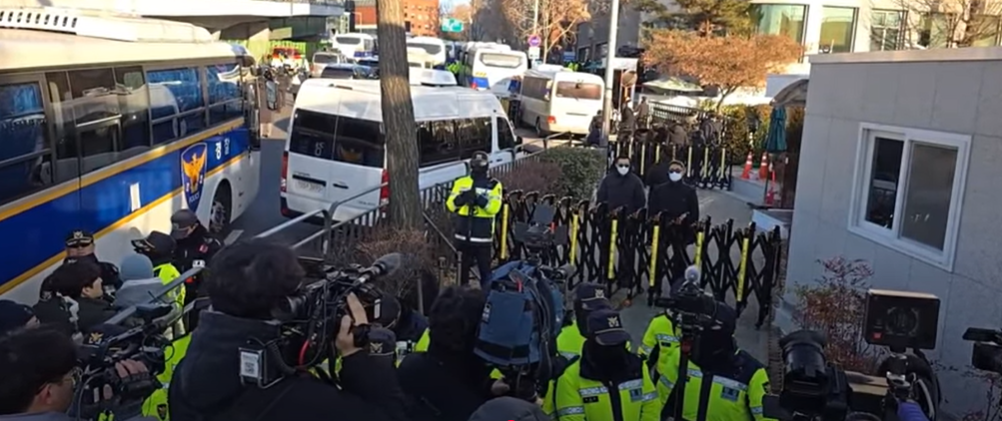
Оцепление президентской резиденции силами полиции 3 января 2025 года.

Около 6:13 утра 3 января 2025 года следователи Управления по расследованию коррупции среди высокопоставленных должностных лиц (УРК) в сопровождении полиции направились к президентской резиденции Юн Сок Ёля, чтобы исполнить ордера на задержание и обыск. Группа по задержанию состояла из 150 человек, в том числе 30 следователей УРК и 120 человек из специального полицейского подразделения. В 7:24 следственная группа прибыла к резиденции Юна, где была остановлена у входа в резиденцию начальником Службы безопасности президента Пак Чон Джуном, который отказал им в доступе, сославшись на защиту государственной тайны. Глава УРК О Дон Ун предупредил, что попытки воспрепятствовать задержанию Юна могут привести к дополнительным судебным преследованиям. Лидер парламентской фракции «Демократической партии» Пак Чхан Дэ заявил, что те, кто будут воспрепятствовать операции по задержанию, будут обвиняться в соучастии в подстрекательстве к мятежу и воспрепятствовании исполнению служебных обязанностей.
В 8:02 80 человек (30 следователей и 50 полицейских) вошли на территорию резиденции, в то время как 70 сотрудников полиции оставались наготове снаружи. Позднее для охраны внешнего периметра прибыло подкрепление и число полицейских возле резиденции возросло до 2700 человек. В преддверии операции в районе Ханнам-дон были введены обширные баррикады и ограничения на движение транспортных средств.
В 9:54 утра следователи прорвались через военные части, блокирующие резиденцию, включая 55-ю бригаду безопасности Командования обороны столицы, которая поддерживала вторую линию обороны. Для воспрепятствования исполнению ордера на задержание были развернуты солдаты срочники Командования обороны.
Следователям удалось приблизиться к официальной резиденции на расстояние в 200 метров, когда они столкнулись с живой цепью из примерно 200 сотрудников Службы безопасности президента и военных. В результате возникли «различные мелкие и крупные стычки». После примерно шести часов противостояния в резиденции Юна, УРК приостановило попытку задержания в 13:30. Власти впоследствии заявили: «Мы определили, что исполнение ордера на задержание будет практически невозможным из-за продолжающегося противостояния, и приостановили исполнение из опасений за безопасность персонала на месте». 
Также утверждается, что несмотря на медийное молчание исполняющего обязанности президента Чхве Сан Мока во время событий, он всё же просил полицию направить дополнительные силы в резиденцию Юна и сотрудничать со Службой безопасности президента, которая активно сопротивлялась следователям. При этом исполняющий обязанности генерального комиссара полиции Ли Хо Ён отклонил просьбу Чхве и продолжил исполнение ордера на задержание Юна.

## Подготовка ко второй попытке задержания
4 января 2025 года следователи попросили исполняющего обязанности президента Чхве Сан Мока отдать распоряжение Службе безопасности президента прекратить сопротивление и разрешить задержать Юна.
6 января Управление по расследованию коррупции среди высокопоставленных должностных лиц (УРК) обратилось с письменным запросом к полиции с просьбой взять на себя исполнение ордера на задержание подозреваемого Юн Сок Ёля. Полиция начала внутреннюю юридическую проверку по данному запросу. По результатам проверки старший полицейский чиновник Бэк Дон Хым, занимающийся расследованием указа о военном положении, заявил, что просьба УРК создаёт «правовой спор», фактически отклонив просьбу антикоррупционного агентства. Однако ведомства провели телефонные переговоры и договорились о создании совместного штаба, в который также войдёт следственное подразделение министерства обороны. В этот же день УРК подало в Западный окружной суд Сеула ордер на продление срока задержания Юна.
7 января Западный окружной суд Сеула удовлетворил просьбу следователей УРК о продлении срока действия первоначального ордера на задержание Юна. Срок действия ордера на этот раз не был разглашён, однако считается, что он был продлён сверх обычных семи дней. В этот же день директор Управления по расследованию коррупции среди высокопоставленных должностных лиц О Дон Ун извинился за то, что не смог исполнить ордер на задержание Юна, а также пообещал «тщательно подготовится» к исполнению второго ордера. 8 января исполняющий обязанности президента Чхве Сан Мок призвал правительственные учреждения, включая Службу безопасности президента, избегать любого физического столкновения во время задержания Юн Сок Ёля. Спустя два дня он также отметил, что в рамках действующего законодательства сложно найти чёткое решение конфликта между ведомствами. 10 января Национальное управление расследований полиции (НУР) созвало совещание руководителей следственных групп полиции Сеула, провинции Кёнгидо и других юрисдикций в столичном регионе для обсуждения планирования второй попытки задержания. За день до этого НУР направило официальную записку следственным группам по всему столичному региону с просьбой подготовиться к мобилизации около 1000 следователей.
14 января полицией было созвано третье совещание полевых командиров для подготовки задержания Юн Сок Ёля.
На фоне подготовки ко второй попытке задержания и негативной реакции общественности на сопротивление Юна, среди сотрудников Службы безопасности президента начало распространяться беспокойство и разочарование руководством. Большинство рядовых сотрудников стало неохотно следовать приказам и считает, что руководство СБП находится в отчаянии. Кроме того, сотрудники СБП опасаются судебного преследование за сопротивление задержанию Юна. В то же время ультраправые активисты во главе с Ким Чон Хёном при поддержке некоторых законодателей от правящей партии «Сила народа» создали «Антикоммунистическую молодёжную группу», в которую вошли люди в возрасте от 20 до 30 лет с целью сопротивления задержанию отстранённого президента Юн Сок Ёля. В группе было сформировано подразделение под названием «Отряд Белого Черепа» (Baekgoldan), которое будет функционировать как «группа мстителей», обеспечивая наблюдение и защиту Юна. Отличительным символом членов группировки стало ношение белых касок, по аналогии с печально известным полицейским подразделением, которое жестоко подавляло продемократических активистов в 1980-х и 1990-х годах.

## Задержание Юн Сок Ёля

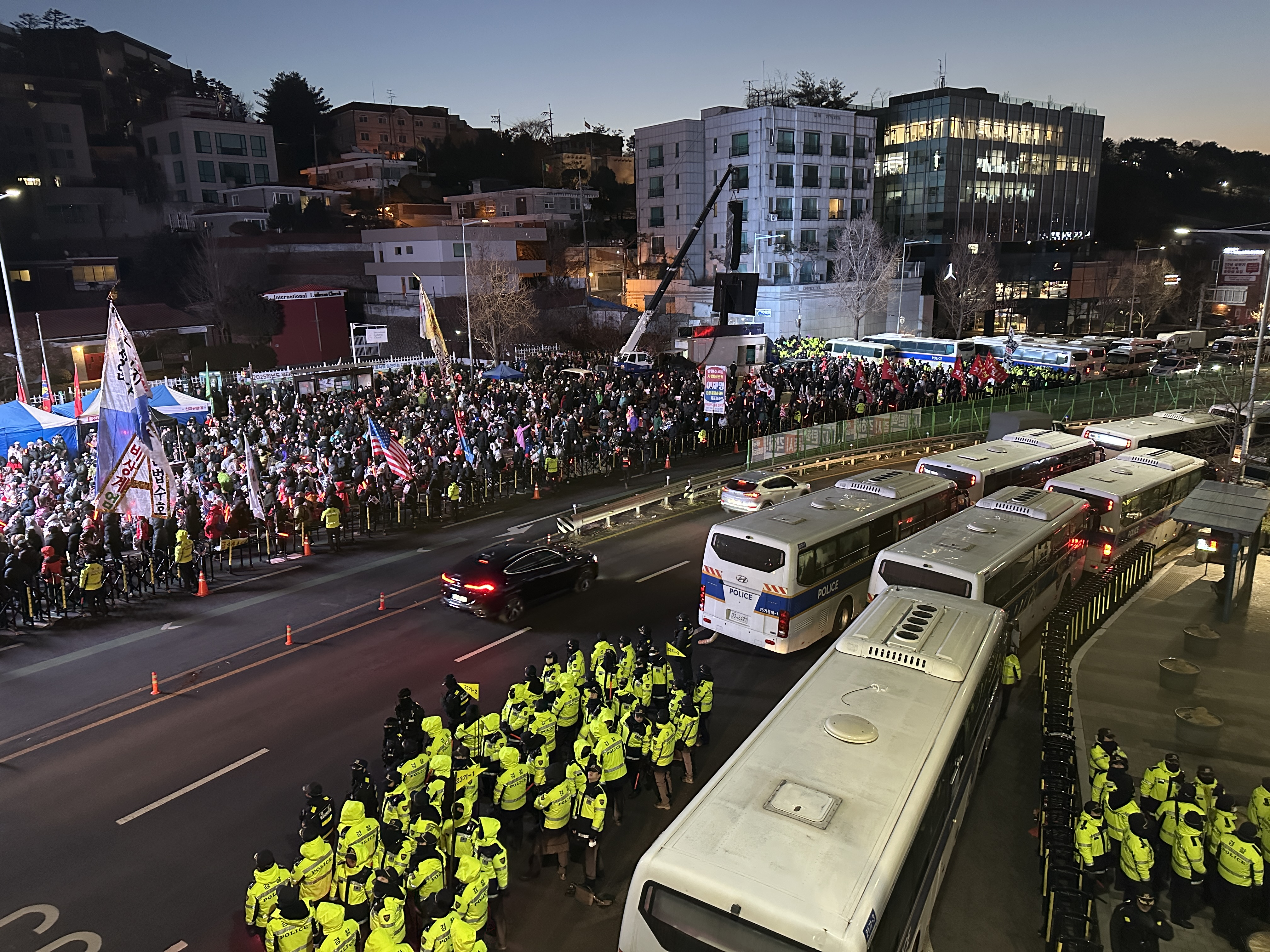
Сторонники Юн Сок Ёля протестуют, в то время как полицейские автобусы прибывают для задержания Юна, 15 января 2025 года.

Национальное агентство полиции заявило, что оно организовало около 3000 сотрудников, привлечённых в том числе из регионов, для исполнения ордера на задержания. В их число вошли 301 детектив из столичного следственного отдела полицейского управления Сеула, 270 сотрудников из полицейского управления провинции Кёнгидо, имеющих опыт работы в отделе расследований по борьбе с коррупцией, мобильном отделе уголовных расследований и отделе расследования преступлений, связанных с наркотиками. Также был привлечён дополнительный персонал из полицейского управления из региональных следственных отделов Инчхона. Персонал был разделён на три группы: группа по входу, которой было поручено устранить физические препятствия и обеспечить доступ в президентскую резиденцию, группа по задержанию, ответственная за непосредственное задержание Юна, заместителя начальника Службы безопасности президента (СБП) Ким Сон Хо и сотрудников СБП, которые могут оказать сопротивление операции, а также группа сопровождения, ответственная за безопасную транспортировку задержанных с места происшествия. Несколько мест содержания под стражей были подготовлены в полицейских участках для сотрудников службы безопасности. Операция была запланирована на 5:00 утра 15 января, с долгосрочным периодом исполнения до 17 января. Операция предполагала использование механического оборудования, такого как краны и эвакуаторы, для удаления физических заграждений, развёртывание полиции по борьбе с беспорядками для сдерживания толпы и психологическую войну, которая включала объявления по громкоговорителю, предлагающие снисходительность к сотрудничающим сотрудникам службы безопасности. Также стало известно, что продлённый ордер на задержание Юн Сок Ёля и обыск его резиденции был действителен до 21 января.
14 января военное подразделение, назначенное для охраны внешней части резиденции, одобрило вход сотрудникам УРК и полиции для задержания Юна. В то же время Служба безопасности президента отклонила одобрение военного подразделения, заявив, что у него нет полномочий разрешать доступ в резиденцию одобрения основной службы.
15 января в 4 часа утра Управление по расследованию коррупции среди высокопоставленных должностных лиц (УРК) при поддержке полиции начала вторую операцию по задержанию Юна. В 4:20 сотрудники УРК прибыли к резиденции Юн Сок Ёля, в то время как в центре Сеула были замечены колонны полицейских автобусов, движущихся к комплексу. Полиция передавала сообщения, предупреждающие, что любой персонал, который будет препятствовать операции по задержанию, будет арестован. Шесть линий физических баррикад были установлены СБП снаружи резиденции. Около 30 членов правящей партии «Сила народа» вместе с адвокатами Юн Сок Ёля Юн Гап Гыном и Ким Хон Иром образовали живую цепь перед резиденцией, чтобы не допустить входа следователей. Юн Гап Гын назвал операцию «незаконной» и «внутренним мятежом». Заместитель начальника СБП Ким Сон Хо, на которого также был получен ордер на задержание, был лишён радиосвязи с другими сотрудниками секретной службы. Около 5:30 утра полиция и следователи столкнулись на входе в резиденцию с физическим сопротивлением со стороны сторонников Юн Сок Ёля и «Силы народа». Преодолев сопротивление, несколько сотрудников УРК и полиции использовали лестницы, чтобы взобраться на автобусы, которые были установлены в качестве заграждений у входа, а также использовали болторез, чтобы прорвать укрепления из колючей проволоки. Другие офицеры взбирались на стены и использовали близлежащие пешеходные тропы, чтобы попасть на территорию комплекса. В результате первая линия баррикад, установленная Службой безопасности президента, была прорвана в 7:30 утра. В течение 20 минут сотрудники УРК и полиции также обошли вторую баррикаду. При этом на этот раз не было видно никаких сотрудников службы безопасности, пытающихся остановить продвижение следователей и полиции. После преодоления всех преград начались переговоры между сотрудниками УРК и окружением Юна, которые продолжались около четырёх часов. Добровольная явка Юна на допрос не рассматривалась.
В 10:33 следователи задержали отстранённого президента Юна в его резиденции. Незадолго до задержания Юн выпустил трёхминутное видеозаявление, в котором объявил о своём решении сотрудничать со следователями, чтобы «предотвратить любое неприятное кровопролитие» после того, как он наблюдал, как власти «вторглись» через ограждения резиденции. При этом он продолжил придерживаться позиции, что ордер на задержание не имеет юридической силы, и утверждал, что верховенство закона в стране «полностью рухнуло». Также после задержания сотрудники Юна опубликовали на его странице в Facebook «Письмо к народу», которое он написал от руки в начале 2025 года. Большая часть письма была посвящена оправданиям Юна в отношении объявления военного положения, обвинениям оппозиции в потенциальных фальсификациях на выборах и системным уязвимостям в избирательной системе страны. Далее он подчёркивал успехи своей администрации и свою приверженность либеральной демократии и индивидуальным свободам против тоталитаризма и тирании большинства.
После задержания колонна автомобилей с Юном покинула резиденцию в центре Сеула и направилась в офис УРК в Квачхоне, к югу от Сеула. Там Юна видели выходящим из машины и входящим в офис для прохождения допроса. У следователей есть 48 часов для проведения допроса, к которому был подготовлен 200-страничный опросник. После этого следователи могут запросить ордер на его официальный арест.

## Последствия

### Допрос Юна
Допрос начался в 11:00 утра в правительственном комплексе Квачхон, где Юна допрашивали в присутствии его адвоката Юн Гап Гына. Сотрудники службы безопасности были размещены по всему зданию Управления по расследованию коррупции. Заместитель главного прокурора Ли Чжэ Сын провел первоначальный двух с половиной часовой допрос, за которым последовал главный прокурор Ли Дэ Хван после часового перерыва. Прокуроры подготовили обширную 200-страничную анкету с вопросами. Однако Юн отказался давать устные ответы или письменные заявления на вопросы прокуроров. Процесс не был записан из-за отказа Юна дать согласие на видеофиксацию. В 21:40 допрос был закончен и Юн был доставлен в сеульский центр заключения в Ыйване, провинция Кёнгидо. Президент содержался в одиночной 10-метровой комнате ожидания для задержанных подозреваемых с письменным столом, отдельным туалетом, принадлежностями для сна и телевизором. Всё это время он был под круглосуточным видеонаблюдением.
16 января следователи намеревались продолжить допрос Юна в 14:00. Однако отстранённый президент отказался покинуть СИЗО и проигнорировал приказ явиться в офис УРК. Адвокат Юн Гап Гын сослался на плохое самочувствие Юн Сок Ёля, а также заявил, что тот полностью изъяснил свою позицию днём ранее. 17 января Юн снова отказался явиться на допрос к 10:00. 19 января, после ареста Юна, УРК вновь вызвало его на допрос к 14 часам, однако адвокат президента сообщил, что Юн не выполнит запрос на допрос. После очередного отказа Управление приняло решение призвать Юна явиться на допрос к 10:00 20 января. Однако Юн вновь проигнорировал призыв Управления. Директор УРК заявил, что Управление решительно рассматривает возможность принудительного доставления на допрос. Чиновник добавил, что Юн будет находиться под стражей до 28 января, а если суд продлит срок, то до 7 февраля. После этого УРК направило 6 следователей в следственный изолятор, однако Юн отказался сотрудничать со следствием. 21 января прокурор и 6 следователей вновь пытались принудительно вызвать президента Юн Сок Ёля на допрос, однако тот после слушания в Конституционном суде был доставлен в Окружной госпиталь вооружённых сил. 22 января директор УРК О Дон Ун заявил, что агентство снова попытается принудительно доставить президента на допрос, однако очередная попытка не увенчалась успехом.

### Арест Юна
17 января Управление по расследованию коррупции среди высокопоставленных должностных лиц в 17:40 подало запрос на получение ордера на арест. 18 января в 14:00 в Западном окружном суде Сеула началось слушание по вопросы выдачи ордера на арест Юна, продолжавшееся пять часов. Президент Юн лично выступал на судебном заседании в течение 40 минут. В ночь на 19 января суд выдал ордер на официальный арест президента Юн Сок Ёля, сославшись на возможность уничтожения улик Юном. Далее УРК намерено продолжить расследование в отношении Юна в течение 10 дней, после чего ещё на 10 дней передаст дело в прокуратуру.
Юн Сок Ёль был переодет в зелёную тюремную робу с номером 10 и сфотографирован. Затем он прошёл тщательное медицинское обследование и был помещён в одиночную камеру площадью 12 квадратных метров, оборудованную шкафом, раковиной, телевизором, письменным столом и туалетом. Телохранителям президента не разрешили пересечь стену центра заключения. Кроме того, Службе безопасности президента запретили подвозить его на допросы, разрешив лишь сопровождение.
23 января УРК передало дело Юна в прокуратуру Центрального округа Сеула, а также подало в прокуратуру официальный запрос с просьбой предъявить обвинение президенту Юн Сок Ёлю в руководстве мятежом и злоупотреблении властью, так как не имеет на это полномочий. Однако 24 января прокуратура подала ходатайство о продлении срока содержания под стражей Юна до 6 февраля. Центральный окружной суд Сеула в тот же день отклонил ходатайство обвинения. На следующий день прокуроры подали ещё одно прошение о продлении срока содержания под стражей Юна, но и в этот раз суд отклонил прошение. После двух судебных решений прокуратура предъявила 26 января обвинение арестованному президенту Юн Сок Ёлю в организации мятежа. Обвинения в злоупотреблении властью были сняты, поскольку закон предоставляет действующему президенту иммунитет от обвинений, не связанных с мятежом или восстанием.
4 февраля группа адвокатов Юна подала ходатайство в Центральный районный суд Сеула с просьбой отменить его арест. В это же время суд готовился провести первое подготовительное слушание по его уголовному делу 20 февраля.

### Штурм Западного окружного суда Сеула
После выдачи в ночь на 19 января Западным окружным судом Сеула ордера на арест Юна, десятки сторонников отстранённого президента, ожидавших решения, ворвались в здание суда около 3 часов утра и устроили погром. Разгневанные сторонники Юна перелезали через стены суда, разбивали окна и двери и бросали огнетушители, нанося значительный ущерб внутри комплекса. Толпа также напала на автомобили, в которых находились следователи из УРК, и оскорбляла судью, который одобрил арест. Полиция в ответ развернула около 1400 офицеров, включая полицию по борьбе с беспорядками в полном снаряжении, которые вынудили протестующих покинуть территорию суда примерно через три часа. По данным полиции, девять офицеров получили ранения, пятеро из них получили серьёзные травмы. В результате было задержано 90 человек, причастных к нападению, все они находятся под следствием в 18 различных полицейских участках Сеула. На 66 задержанных полиция намерена запросить ордера на арест, при этом 20 января суд арестовал двоих из первой пятёрки, на которых полиция запросила ордера.
После штурма суда протестующими, полиция взяла под защиту судью Ча Ын Кён, выдавшую ордер. Кроме того, офицеры начали расследование угроз убийством в её адрес. Верховная прокуратура создала следственную группу в составе девяти прокуроров для проведения оперативного расследования. Ли Хо Ён, исполняющий обязанности комиссара Национального агентства полиции, заявил, что расследование может распространиться и на ультраправых ютуберов, если их заподозрят в подстрекательстве к насилию. Исполняющий обязанности президента Чхве Сан Мок выразил глубокое сожаление в связи с насилием в суде после решения суда официально арестовать президента Юн Сок Ёля, подвергнутого импичменту, и приказал полиции «строго расследовать инцидент, подрывающий демократию и верховенство закона», а также «привлечь виновных к ответственности». Чхве поручил властям усилить меры безопасности вокруг правительственных объектов.

## Обыск резиденции
20 января 2025 года полиция предприняла очередную безуспешную попытку обыска в Службе безопасности президента и на конспиративной квартире президента. Ранее такие попытки предпринимались 11, 17, 18 и 27 декабря 2024 года. 22 января Управление по расследованию коррупции вновь попытались провести обыск в президентском офисе и резиденции. Целью обыска было изъятие записей сервера защищенного телефона, которым пользовался Юн, компьютеров и другого электронного оборудования, а также документов и протоколов совещаний, связанных с объявлением им военного положения 3 декабря. Служба безопасности президента не согласилась предоставить следователям доступ на территорию комплекса.

## Юридическое разбирательство относительно задержания
Во время попытки задержать Юна 3 января несколько членов его юридической команды вошли в резиденцию и заявили о подаче юридических исков против ордеров на задержание и обыск. Они утверждали, что ордера не могут быть исполнены в президентской резиденции, ссылаясь на законы, защищающие места, содержащие военную тайну, от обысков без надлежащего согласия. Адвокаты также поставили под сомнение полномочия УРК расследовать «обвинения в мятеже» и оспорили законное право сотрудников полиции помогать в операции по задержанию. Впоследствии 5 января Западный окружной суд Сеула отклонил эти иски. 6 января группа адвокатов Юн Сок Ёля подала в прокуратуру Центрального округа Сеула жалобы на директора УРК и ещё 10 человек в связи с попыткой исполнить ордер на задержание. Юристы утверждали, что у директора Управления не было полномочий мобилизовать сотрудников полиции для участия в операции по задержанию. Помимо этого были поданы жалобы на исполняющего обязанности генерального комиссара Национального агентства полиции Ли Хо Ёна и исполняющего обязанности министра обороны Ким Сон Хо, которых юристы обвинили в неисполнении служебных обязанностей и злоупотреблении властью за отказ удовлетворить просьбу Службы безопасности президента о предоставлении сотрудников для защиты президента. Впоследствии юристы отстранённого президента заявили, что Юн будет соблюдать правовые процедуры, если ему будет предъявлено обвинение или будет запрошен официальный ордер на арест, а не действующий ордер на временное задержание для проведения допроса. Они также повторили, что у антикоррупционного агентства нет правовых оснований для расследования обвинений в мятеже. Кроме того, команда юристов утверждает, что ордер на задержание, выданный Западным окружным судом Сеула, является недействительным, так как, по их мнению, УРК подпадает под юрисдикцию Центрального окружного суда Сеула.
В свою очередь, следственные органы начали расследование в отношении начальника Службы безопасности президента (СБП) Пак Чон Джуна по подозрению в возможном воспрепятствовании правосудию за то, что он не позволил следователям УРК войти в резиденцию Юна для исполнения действующего ордера на задержание. 7 января полиция в третий раз вызвала на допрос, намеченный на 10 января, начальника Службы безопасности президента Пак Чон Джуна. Ранее чиновник не явился на допросы 4 и 7 января. Если он проигнорирует третью повестку, то это станет поводом для запроса ордера на его задержание. Помимо Пака, вторая повестка на ту же дату была направлена и главе отдела телохранителей СБП Ли Кван У.
Также 7 января «Демократическая партия» подала жалобу на исполняющего обязанности президента Чхве Сан Мока за предполагаемое неисполнение служебных обязанностей. Он обвиняется в том, что не приказал Службе безопасности президента (СБП) сотрудничать со следователями для задержания подозреваемого Юн Сок Ёля. Помимо этого, парламентарии раскритиковали Чхве за то, что он до сих пор не запросил рекомендацию о назначении специального прокурора для расследования обвинения в мятеже против Юна и за то, что отложил на неопределённый срок назначения на пост судьи Конституционного суда Ма Ын Хёка и кандидата на пост судьи Верховного суда Ма Ён Чжу.
10 января начальник Службы безопасности президента Пак Чон Джун явился на допрос в полицию по третьей повестке, перед этим подав в отставку. Исполняющий обязанности президента Чхве Сан Мок принял отставку Пака.
После задержания Юна 15 января, правящая партия «Сила народа» заявила, что намерена подать жалобы на директора УРК О Дон Уна и на начальника специального следственного отдела полиции У Чон Су за исполнение ордера на задержание. Уже 16 января группа защиты отстранённого президента Юн Сок Ёля подала жалобу на О Дон Уна, У Чон Су и других в прокуратуру Центрального округа Сеула. Адвокаты обвинили их в незаконном проникновении в президентскую резиденцию, которая защищается по закону о военной тайне, и задержании президента, что по их мнению представляет собой мятеж.
15 января группа юристов Юна подала ходатайство о пересмотре дела хабеас корпус в Центральный окружной суд Сеула. Суд назначил рассмотрение дела на 17:00 16 января, а следователи заявили, что 48-часовой срок содержания Юна под стражей в связи с этим временно приостановлен с 14:00. В результате рассмотрения дела Центральный окружной суд Сеула отклонил ходатайство адвокатов Юна и признал законным ордер на задержание Юна, выданный Западным окружным судом Сеула. Кроме того, суд отклонил утверждения Юна о том, что Управление по расследованию коррупции среди высокопоставленных должностных лиц (УРК) не обладает юрисдикцией в отношении расследования мятежа, признав полномочия УРК по расследованию таких случаев. Суд также отклонил доводы о том, что сотрудники полиции занимались незаконными действиями в процессе задержания и что объявление военного положения Юном, включавшее штурм Национального собрания, не являлось нарушением конституционного порядка. После того, как суд вернул документы следователям, 48-часовой срок содержания под стражей Юна продолжился.
17 января полиция задержала исполняющего обязанности главы Службы безопасности президента (СБП) Ким Сон Хуна в связи с обвинениями в том, что он руководил попытками помешать следователям задержать Юн Сок Ёля.

### Комментарии
1. ↑  Юн Сок Ёль был подвергнут Национальным собранием импичменту 14 декабря 2024 года, а Конституционный суд утвердил его 4 апреля 2025 года. На момент задержания Юн считался временно отстранённым действующим президентом страны.